# 康應
康應是日本南北朝時代北朝的年號之一。嘉慶之後，明德之前。指1389年到1390年的期間。這個時代的天皇，北朝方是後小松天皇。南朝方是後龜山天皇。室町幕府的將軍是足利義滿。

## 改元
- 嘉慶3年2月9日（陽曆1389年3月7日） 改元
- 康應2年3月26日（陽曆1390年4月12日） 改元為明德

## 出典
出自『文選』的「國静民康、神應烋臻、屢獲嘉祥」。

## 西元對照表
| 康應 | 元年    | 2年     |
| ---- | ------- | ------- |
| 西曆 | 1389年  | 1390年  |
| 南朝 | 元中6年 | 元中7年 |
| 干支 | 己巳    | 庚午    |

## 相關項目
| 前一年號： 嘉慶 | 日本年號 | 下一年號： 明德 |